# Risto Luukkonen
Risto „Ripa“ Valter Luukkonen (* 13. Juli 1931 in Tuusula; † 13. August 1967 in Helsinki) war ein finnischer Boxer.
Lukkonen gehörte zur finnischen Olympiamannschaft von 1952 bei den Spielen im eigenen Land. Der Fliegengewichtler Luukkonen scheiterte jedoch in seinem ersten Kampf am US-Amerikaner Nate Brooks, der sich später die Goldmedaille sicherte. Auch bei der Europameisterschaft 1955 blieb er erfolglos, konnte im selben Jahr aber Bronze bei den Nordischen Meisterschaften gewinnen. 1957 gewann er in der Klasse bis 51 Kilogramm schließlich Gold bei den Nordischen Meisterschaften und wechselte daraufhin zu den Profis.
Zwischen 1955 und 1957 war er drei Mal im Trikot des Hauptstadtvereins Helsingin Nyrkkeilijöitä finnischer Meister geworden und bestritt mit der finnischen Nationalmannschaft 21 Länderkämpfe. Dabei konnte er 14 Kämpfe für sich entscheiden.
1957 bestritt Luukkonen mit 26 Jahren seinen ersten Profikampf, den er in der fünften Runden gewinnen konnte. Zwei Jahre nach diesem Debüt kämpfte er gegen Young Martin aus Spanien um die EBU-Meisterschaft im Fliegengewicht. Im Olympiastadion von Helsinki gewann er in einem engen Kampf nach Punkten. 1961 verlor Luukkonen seinen Titel an Salvatore Burruni (ebenfalls nach Punkten). Am 9. Dezember 1963 erhielt Luukkonen eine neue EBU-Titelchance gegen Mimoun Ben Ali. Auch gegen den Spanier ging es über die volle Zeit von 15 Runden, diesmal hieß der Sieger jedoch wieder Luukkonen, der damit zum zweiten Mal den Titel des Europameisters tragen durfte. Im Jahr darauf verteidigte er seinen Titel durch einen umstrittenen Punktsieg gegen Pierre Vetroff. Kurz darauf gab Luukkonen seinen Titel ab. Am 22. April 1966 bestritt er seinen 48. und insgesamt letzten Profikampf, den er wie seine fünf weitere Kämpfe zuvor nach Punkten verlor.
Risto Luukkonen starb ein Jahr später überraschend an einem Herzinfarkt.